# Carex laeta
Carex laeta är en halvgräsart som beskrevs av Francis M.B. Boott. Carex laeta ingår i släktet starrar, och familjen halvgräs.

## Underarter
Arten delas in i följande underarter:
- C. l. gelongii
- C. l. laeta